# 執死雞

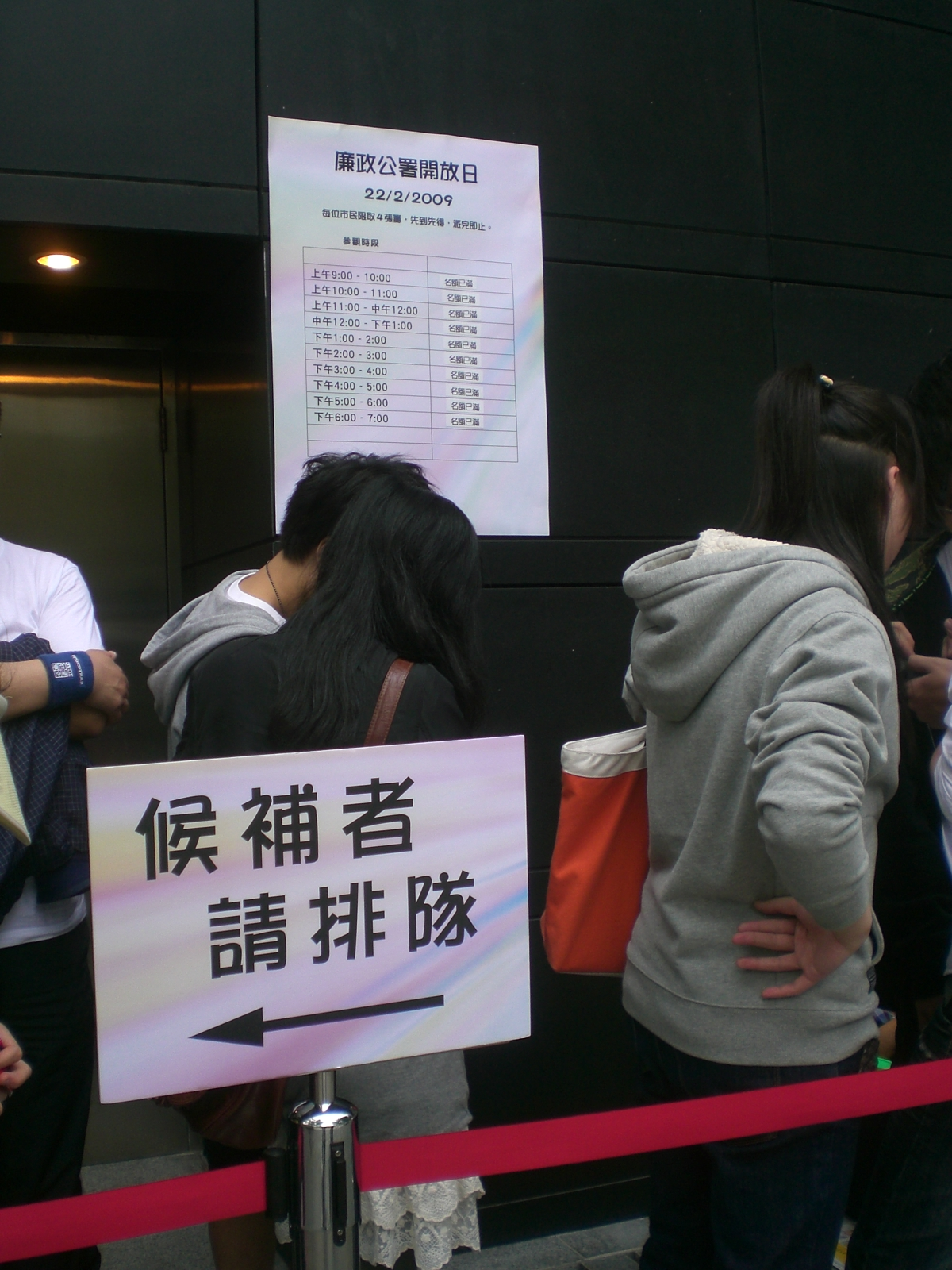
圖中之後補參選者也是等「執死雞」

執死雞（或執雞），是一個香港的足球術語，指進攻一方射門不入(被守門員或其他防守球員擋出，或是中門框彈出)後，落在場區給進攻一方球員再次射球入網。

## 源頭
執死雞源自批發市場，有一些人在雞隻批發市場等雞販掉棄死雞時，執一些死雞回家食用，或轉賣獲利。

## 相關
- 大細龍門
- 清道夫
- 執二攤